# Heinzmalzina
Heinzmalzina is een geslacht van kreeftachtigen uit de klasse van de Ostracoda (mosselkreeftjes).

## Soorten
- Heinzmalzina ocellata Mostafawi, 1993
- Heinzmalzina rhombiformis (Chen, 1981) Mostafawi, 1992 †